# Оскарињо Коста Силва
Оскарињо Коста Силва, најпознатији као Осцарињо (Рио де Жанеиро, 17. јануара 1907. — 16. септембра 1990)  био је фудбалер у нападно-везној улози. Рођен је у Нитероју, држава Рио де Жанеиро, Бразил.
Током каријере (1928 – 1940) играо је за Ипирангу Нитерој, Америку, Васко да Гаму и Сао Кристовао. Учествовао је у две екипе које су освојиле два државна првенства у Рио де Жанеиру, 1935. и 1936. године. Био је на попису бразилског тима за ФИФА Светски куп 1930. године.
Умро је у 83. години.

## Трофеји

### Клуб
- Кампеонато Флуминенсе (4):

Ипиранга: 1928, 1929, 1930, 1931
- Кампеонато Кариока (2):

Америка: 1935
Васко да Гама: 1936